# Ivars Liepa
Ivars Liepa, né le 4 juin 1965, à Valmiera, en République socialiste soviétique de Lettonie, est un ancien joueur de basket-ball letton. Il évolue au poste de pivot. 